# Måsøy
Måsøy é uma comuna da Noruega, com 1 136 km² de área e 1 399 habitantes (censo de 2004).